# 宋子文內閣
宋子文內閣成立於1945年5月31日。由行政院院長宋子文負責組閣，該內閣為中華民國國民政府的第八任內閣。因為第二次世界大戰結束，該內閣的任務重於戰後復原。不過因為內閣評價不佳，無法應付戰後經濟低迷，於行憲之前總辭。

## 內閣成員
- 行政院院長：宋子文（ 中國國民黨）
- 行政院副院長：翁文灝（ 中國國民黨）
- 內政部部長：張厲生（ 中國國民黨）
- 外交部部長：王世杰（ 中國國民黨）
- 財政部部長：俞鴻鈞（ 中國國民黨）
- 軍政部部長：陳誠（ 中國國民黨）
- 兵役部部長（1945年9月設立）：鹿鍾麟
- 國防部部長（1946年5月31日設立）：白崇禧（ 中國國民黨）
- 教育部部長：朱家驊（ 中國國民黨）
- 交通部部長：俞飛鵬（ 中國國民黨）
- 經濟部部長：翁文灝（ 中國國民黨）
- 農林部部長：谷正綱（ 中國國民黨）
- 社會部部長：谷正綱（ 中國國民黨）
- 糧食部部長：徐堪（ 中國國民黨）
- 司法行政部部長：謝冠生（ 中國國民黨）
- 資源委員會委員長：錢昌照（ 中國國民黨）
- 水利委員會委員長：薛篤弼（ 中國國民黨）
- 蒙藏委員會委員長：羅良鑑
- 僑務委員會委員長：陳樹人
- 衛生署署長：金寶善
- 地政署署長：鄭震宇
- 救濟總署署長：蔣廷黻（無黨籍）